# عشاق كلوج نابوكا

عشاق كلوج نابوكا هما زوج من الهياكل العظمية البشرية اكتشفها علماء آثار سنة 2013 في مقبرة دير دومينيكي سابق في كلوج نابوكا، ويعتقد أن الزوجين عاشا بين سنتي 1450 و 1550، أي بين سنة إنشاء الدير وسنة علمنة المقبرة. أكدت تحاليل علماء الآثار أن الهيكلين العظميين هما لرجل وامرأة يبلغان من العمر حوالي 30 سنة. دفن الزوجان مقابلين لبعضهما ومشبوكي الأصابع.
قد يرجع سبب موت الذكر إلى قتال أو حادثة بحيث أن عظم القص عنده مكسور نتيجة لضربه بأداة حادة، بينما يقول عالم آثار آخر أن سبب موته هو ورك مكسور. ليس سبب موت الأنثى واضحا من هيكلها العظمي. قارن علماء الآثار الزوجين بروميو و جولييت وقال بعضهم أن المرأة ربما ماتت بسبب انفطار قلبها بعد موت شريكها فقد دفن كلاهما في نفس الوقت. احتمال انتحارها ضعيف لأن ذلك كان يعتبر ذنبا في وقت موتها وكان سيتسبب في منع دفنها.